# The Movie Album
The Movie Album é o trigésimo álbum de estúdio da cantora americana Barbra Streisand, lançado em 14 de outubro de 2003, pela Columbia Records. No geral, seu sexagésimo lançamento com a gravadora, a produção executiva é de Streisand e seu empresário, Jay Landers. Um álbum conceitual, contém doze canções dos filmes favoritos da cantora, lançados entre 1935 e 1988. Enquanto fazia a curadoria, Streisand se inspirou em seu casamento com o ator James Brolin para gravar canções sobre amor e relacionamentos. Para atender melhor às necessidades dela, a dupla de compositores Alan Bergman e Marilyn Bergman foi contratada para adicionar letras a várias das canções que Streisand havia escolhido para gravar.
Algumas das canções foram produzidas por Streisand, Robbie Buchanan e Johnny Mandel. Contém composições pop acompanhadas por uma orquestra de filmes de 75 integrantes, gravadas em vários estúdios na Califórnia, entre junho e julho de 2003. Simultaneamente ao lançamento, a Columbia Records distribuiu uma versão de amostra (EP) intitulado Selections from the Movie Album. Uma edição de luxo com comentários em áudio e videoclipes para seus covers de "Wild Is the Wind" e "I'm in the Mood for Love" foi lançada exclusivamente nos Estados Unidos. Streisand também se apresentou ao vivo no The Oprah Winfrey Show, marcando sua primeira apresentação na televisão em quarenta anos.
Os críticos musicais destacaram a habilidade de cantar de Streisand e a exuberância do álbum como um todo. No entanto, alguns acharam que a seleção de canções era entediante e, em última análise, decepcionante. Mesmo assim, recebeu uma indicação ao Grammy Award de melhor álbum vocal de pop tradicional, em 2004. Comercialmente, alcançou o top dez das paradas de discos do Canadá e dos Estados Unidos, recebeu certificados por altas vendas na Austrália, no Reino Unido e nos Estados Unidos e tornou-se o mais vendido de Streisand nos anos 2000, com mais de 694.000 cópias, apenas nos Estados Unidos.

## Antecedentes e desenvolvimento
The Movie Album é o sexagésimo álbum de Streisand sob o selo Columbia Records. Contém doze canções de alguns dos filmes favoritos da cantora lançados desde seu ano de nascimento. Streisand revelou a Ileane Rudolph, em uma entrevista para o TV Guide que seus covers de "Smile" e "More in Love with You" são suas duas faixas favoritas. Sobre sua decisão de gravar um álbum conceitual, ela disse: "Sempre fui muito influenciada pelo cinema, desde criança me imaginava sendo parte dele. Minhas memórias estão ligadas ao modo como a música me tocou." O lançamento ocorreu em 14 de outubro de 2003, sendo o trigésimo de estúdio da cantora e o primeiro de material original na década de 2000. Apesar do título, não contém nenhuma das canções que Streisand gravou especificamente para seus filmes. Em entrevista ao USA Today, ela afirmou que "ela gostaria de trabalhar novamente no cinema e até consideraria fazer outro filme musical".
As sessões de gravação aconteceram em vários estúdios da Califórnia, em junho e julho de 2003: Streisand trabalhou na Sony Pictures Studios, em Culver City, na Grandma's House em Malibu e no The Hop em Studio City. Uma versão deluxe e limitada a 250.000 cópias, incluia um DVD bônus com dois videoclipes inéditos de "Wild Is the Wind" e "I'm in the Mood for Love", e um comentário com Streisand discutindo as canções. Paralelo ao lançamento, a Columbia distribuiu um EP intitulado Selections from The Movie Album, apresentando as interpretações de Streisand de "Smile", "Calling You" e "Moon River". Para uma promoção posterior, a cantora foi convidada do The Oprah Winfrey Show, em 14 de outubro de 2003 e cantou canções do The Movie Album; a performance marcou foi sua primeira na televisão estadunidense desde 1963.

## Inspiração e canções

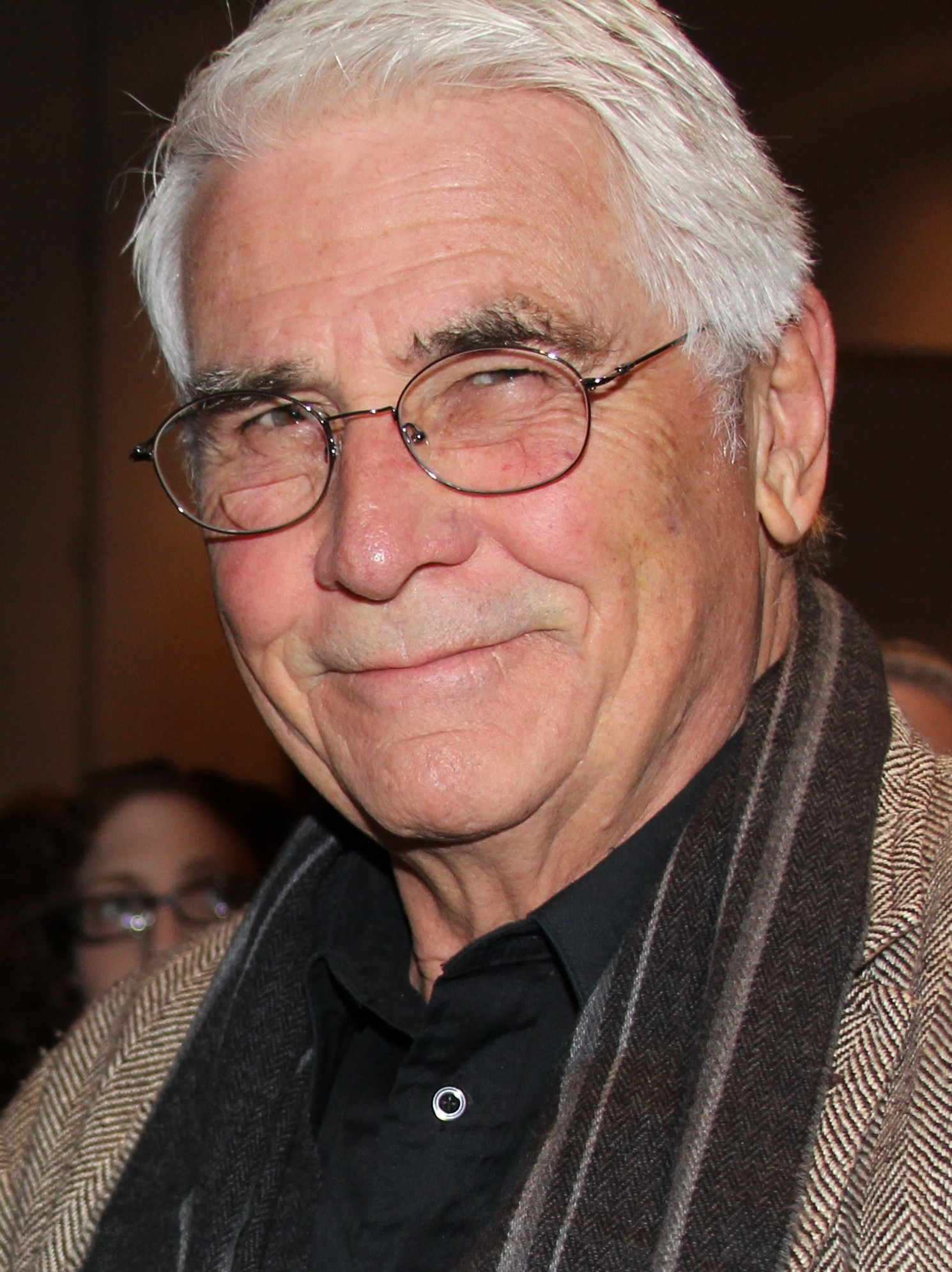
O marido de Streisand, o ator James Brolin, foi a fonte de inspiração enquanto ela gravava The Movie Album.

Com The Movie Album, Streisand queria compartilhar suas faixas favoritas escritas especificamente para filmes dos anos de 1935 a 1988. Para alcançar uma qualidade cinematográfica nas canções do álbum, ela cantou para uma orquestra de 75 peças que raramente é vista na música popular. Conduzidos pela orquestra, os violinos estão presentes em cada uma das doze faixas. Apresentando canções pop orquestrais, um tema comum nas letras é "amor maduro", que William Ruhlmann, do site AllMusic, sentiu que refletia a idade da cantora. A cantora também foi inspirada por seu casamento com o marido James Brolin. Streisand produziu executivamente a coleção com seu empresário, Jay Landers, e Robbie Buchanan e Johnny Mandel são creditados como produtores adicionais em quatro das faixas do álbum.
A primeira faixa é "Smile", de Charlie Chaplin, do filme Modern Times, de 1936. De acordo com Streisand, ela se inspirou a gravar a música depois de receber um novo cachorro de seu marido, como um presente de aniversário, após a decisão de dar eutanásia no seu cachorro Bijon Frise, no início do mesmo ano. A segunda música é "Moon River", originalmente cantada por Henry Mancini e trilha do filme Breakfast at Tiffany's, de 1961. O cover de Streisand de "I'm in the Mood for Love", do filme Every Night at Eight, de 1935, é a canção mais antigaincluida, e foi escrita por Dorothy Fields e Jimmy McHugh. Na quarta faixa, "Wild Is the Wind", Streisand enfatiza na letra da canção romântica: "Você é a própria vida!", que Ruhlmann do AllMusic considerou como convincente. Ela afirmou que sempre quis fazer uma versão de "Wild Is the Wind" depois de ouvir Johnny Mathis cantá-la ao vivo no The Ed Sullivan Show. "Emily" segue e é a única faixa a receber produção adicional de Johnny Mandel, que também é creditado como um de seus quatro compositores registrados. Escrito por Mandel para o filme de 1964 The Americanization of Emily, ele também foi contratado para escrever um verso adicional a pedido de Streisand. A cantora manifestou interesse em gravar o tema instrumental de André Previn "More in Love with You", do filme Os Quatro Cavaleiros do Apocalipse, de Vincente Minnelli, de 1962, depois de ter servido como uma das canções de seu casamento com Brolin. Como a faixa não continha letras, a dupla de compositores Alan e Marilyn Bergman recebeu permissão da família de Previn para contribuir com versos sobre a composição original.
"How Do You Keep the Music Playing?", da trilha de Best Friends, de 1982, é a sétima faixa e foi escrita pelos Bergmans e Michel Legrand. "More in Love with You", contém letras "agridoces" adicionais que não foram usadas na versão original da música; contém uma "melodia fluente" e a letra "representa um tipo de amor hollywoodiano maior do que a vida". A cantora cantou "But Beautiful" porque a considerou uma "música positiva" com um toque de tristeza; ela elaborou: "É uma letra fantástica, porque é a verdade. Ela fala sobre amor. É alegre, alegre, triste, feliz, quieta, louca, mas é linda. O amor é todas essas coisas. E você quer, não importa como é doloroso." Faz parte, originalmente, do filme americano de 1947, Road to Rio. Uma versão de "Calling You" de Jevetta Steele é a nona faixa e foi escrita especificamente para a trilha sonora do filme alemão Bagdad Café, de 1987. Contém um "terceiro verso recém-escrito" do escritor original da música, Robert Telson. Streisand escolheu cantar "The Second Time Around", de Jimmy Van Heusen e Sammy Cahn, pois sentiu que o significado da música se tornava "muito mais agradável quando você é mais velho". "Goodbye for Now" foi escrito por Stephen Sondheim para o filme americano Reds, de 1981. Streisand decidiu gravar a versão que aparece no filme real ao invés do que é apresentado na trilha sonora que o acompanha. Uma versão de "You're Gonna Hear from Me" do filme Inside Daisy Clover serve como faixa de encerramento. Ruhlmann sugeriu que é uma reminiscência do single de Streisand de 1964, "Don't Rain on My Parade".

## Recepção crítica
| Críticas profissionais | Críticas profissionais |
| Avaliações da crítica  | Avaliações da crítica  |
| Fonte                  | Avaliação              |
| ---------------------- | ---------------------- |
| The Advocate           | (Favorable)            |
| AllMusic               | [ 10 ]                 |
| Billboard              | (Favorable)            |
| Today                  | (Unfavorable)          |

Os críticos musicais apreciaram a decisão de Streisand de gravar um álbum baseado em canções de filmes; O crítico de cinema americano Leonard Maltin o descreveu como uma "coleção maravilhosa [e] inesperada de canções [com] belas interpretações", ele também disse: "Qualquer álbum que comece com 'Smile' de Charlie Chaplin me fisga". Larry Flick, da revista The Advocate enalteceu Streisand por "desafiar-se" em canções como "Moon River", "But Beautiful" e "Calling You". Comparou o conceito com o de The Broadway Album, de 1985, e escreveu: "Streisand está em sua melhor forma com uma coleção que nos lembra porque nós a amamos em primeiro lugar". William Ruhlmann, do site AllMusic avaliou com três estrelas de cinco e escreveu que Streisand foi capaz de "reter [...] pureza e amplitude em sua voz".
Michael Paoletta, da Billboard, selecionou como um dos três melhores álbuns, em sua coluna semanal "Essential Reviews", e o descreveu como uma "coleção exuberante [que] revela uma gama de emoções"; e notou que a cantora "permanece em uma liga própria". Nekesa Mumbi Moody, do site Today sentiu exatamente o oposto. Embora tenha achado a voz da cantora "tão perfeita como sempre" e a música "[...] exuberante", afirmou: "Ainda assim, há pouca faísca ou emoção de Streisand em qualquer uma dessas canções". Concluindo sua crítica, escreveu: "O que Streisand pretendia ser um tributo amoroso é, em vez disso, um tratamento estéril que é, em última análise, decepcionante." Tom Santopietro, autor do livro The Importance of Being Barbra: The Brilliant, Tumultuous Career of Barbra Streisand, afirmou que a inclusão de muitas baladas era um dos problemas; e afirmou que o ouvinte geral achará o álbum chato devido ao fato de que "não há nada atraente [ou] exigindo a atenção de alguém". No entanto, destacou as versões de Streisand para "More in Love with You" e "How Do You Keep the Music Playing?".

### Prêmios
Streisand foi indicado ao 46º Grammy Awards na categoria de Melhor Álbum Vocal de Pop Tradicional, sendo sua 38ª indicação no total. Ela perdeu para A Wonderful World (2002), de Tony Bennett e k.d. lang.

## Desempenho comercial
Na Billboard 200, estreou na posição de número cinco, na semana de 1 de novembro de 2003. Foi a terceira estreia mais alta da semana, atrás de Measure of a Man, de Clay Aiken e de Hard, do Jagged Edge, que apareceu em número três. Tornou-se o primeiro top ten de Streisand desde seu vigésimo oitavo álbum de estúdio, A Love Like Ours, de 1999, e o segundo álbum digital mais vendido da semana, aparecendo na tabela Top Internet Albums, da Billboard, atrás de Measure of a Man. No total, passou quatorze semanas na Billboard 200 e em 18 de novembro de 2003, menos de três semanas após seu lançamento, foi certificado com um disco de ouro pela Recording Industry Association of America por vendas de 500.000 cópias. Com mais de 694.000 cópias vendidas nos Estados Unidos, até 15 de outubro de 2014, é o álbum mais vendido de Streisand nos anos 2000. Na parada de álbuns canadense, compilada pela Billboard, entrou e alcançou a posição dez, tornando-se a primeira aparição de Streisand na parada. Na Austrália, atingiu a posição de número 36 e recebeu um disco de ouro da Australian Recording Industry Association, em 2003, por vendas de 35 mil cópias.
Na Europa, entrou em várias paradas de discos em posições inferiores. De acordo com a Official Charts Company, alcançou a posição de número 25 no Reino Unido, e foi certificado com um disco de prata pela British Phonographic Industry, por vendas de mais de 60.000 cópias. Em outros países, alcançou o top 40, tais como: Flandres, da Bélgica, Grécia, Escócia e Espanha. Suas posições mais baixas foram alcançadas na Itália, Alemanha e na Valônia (Bélgica), onde alcançou as posições de número 50, 85 e 98, respectivamente.

## Lista de faixas
Crédito adaptados do álbum The Movie Album, de 2003.
| The Movie Album – Standard edition |                                      |                                                   |                           |         |  |
| N.º                                | Título                               | Compositor(es)                                    | Produtores(as)            | Duração |  |
| 1.                                 | "Smile"                              | Charlie Chaplin John Turner Geoffrey Parsons      | Barbra Streisand          | 4:16    |  |
| 2.                                 | "Moon River"                         | Henry Mancini Johnny Mercer                       | Streisand Robbie Buchanan | 3:41    |  |
| 3.                                 | "I'm in the Mood for Love"           | Dorothy Fields Jimmy McHugh                       | Streisand                 | 4:01    |  |
| 4.                                 | "Wild Is the Wind"                   | Dimitri Tiomkin Ned Washington                    | Streisand                 | 4:12    |  |
| 5.                                 | "Emily"                              | Mercer Alan Bergman Marilyn Bergman Johnny Mandel | Streisand Mandel          | 3:45    |  |
| 6.                                 | "More in Love with You"              | A. Bergman M. Bergman André Previn                | Streisand                 | 4:41    |  |
| 7.                                 | "How Do You Keep the Music Playing?" | A. Bergman M. Bergman Michel Legrand              | Streisand Buchanan        | 5:08    |  |
| 8.                                 | "But Beautiful"                      | Jimmy Van Heusen Johnny Burke                     | Streisand                 | 5:34    |  |
| 9.                                 | "Calling You"                        | Robert Telson                                     | Streisand Buchanan        | 4:57    |  |
| 10.                                | "The Second Time Around"             | Heusen Sammy Cahn                                 | Streisand                 | 4:33    |  |
| 11.                                | "Goodbye for Now"                    | Stephen Sondheim                                  | Streisand                 | 2:48    |  |
| 12.                                | "You're Gonna Hear from Me"          | A. Previn Dory Previn                             | Streisand                 | 4:06    |  |
| Duração total:                     | Duração total:                       | Duração total:                                    | Duração total:            | 51:42   |  |

| The Movie Album – Deluxe edition bonus disc |                                          |         |  |
| N.º                                         | Título                                   | Duração |  |
| 1.                                          | "Wild Is the Wind" (Music video)         | 4:43    |  |
| 2.                                          | "I'm in the Mood for Love" (Music video) | 4:08    |  |
| 3.                                          | "Song Commentary"                        | 6:04    |  |
| Duração total:                              | Duração total:                           | 14:55   |  |

| Selections from the Movie Album EP – Promotional sampler edition |                |                    |         |  |
| N.º                                                              | Título         | Produtores         | Duração |  |
| 1.                                                               | "Smile"        | Streisand          | 4:16    |  |
| 2.                                                               | "Calling You"  | Streisand Buchanan | 4:57    |  |
| 3.                                                               | "Moon River"   | Streisand Buchanan | 3:41    |  |
| Duração total:                                                   | Duração total: | Duração total:     | 12:54   |  |

## Tabelas

### Tabelas semanais
| Chart (2003)                          | Peak position |
| ------------------------------------- | ------------- |
| Alemanha (Offizielle Deutsche Charts) | 85            |
| Austrália (ARIA)                      | 36            |
| Bélgica (Ultratop Valônia)            | 98            |
| Bélgica (Ultratop Flandres)           | 29            |
| Canadá (Billboard)                    | 10            |
| Escócia (Official Scottish Albums)    | 34            |
| Espanha (PROMUSICAE)                  | 12            |
| Estados Unidos (Billboard 200)        | 5             |
| França (SNEP)                         | 47            |
| Greek Albums (IFPI)                   | 11            |
| Itália (FIMI)                         | 50            |
| Países Baixos (Dutch Charts)          | 43            |
| Reino Unido (UK Albums Chart)         | 25            |

## Certificações e vendas
| País                  | Certificação | Vendas  |
| --------------------- | ------------ | ------- |
| Austrália (ARIA)      | Ouro         | 35,000  |
| Estados Unidos (RIAA) | Ouro         | 694,000 |
| Reino Unido (BPI)     | Prata        | 60,000  |